# ایوان دیویش
ایوان دیویش (چکی: Ivan Diviš؛ ۱۸ سپتامبر ۱۹۲۴ – ۷ آوریل ۱۹۹۹) شاعر و مقاله‌نویس برجسته اهل کشور جمهوری چک در نیمه دوم قرن بیستم بود.